# Gazza's Superstar Soccer
Gazza's Superstar Soccer es un videojuego de fútbol disponible para plataformas Amstrad CPC, ZX Spectrum, Commodore Amiga 500/600, Atari ST y Commodore 64. Fue creado en 1989 por Empire Interactive, y recibió su nombre del famoso jugador de fútbol inglés Paul Gascoigne (cuyo apodo era Gazza).

## Versiones
En Holanda y Alemania se publicó con el nombre de Bodo Illgner's Super Soccer y en Escandinavia como Anders Limpar's Proffs Fotboll.
El juego tiene una secuela llamada Gazza II.

## Desarrollo del juego
El juego no tiene scroll. En su lugar, el campo se divide en tres zonas que muestran en tres pantallas distintas. En una se ve lateralmente el centro del campo. Cuando el balón sale de la pantalla hacia una de las dos porterías se ve otra pantalla con vista cenital central (como si hubiera una cámara volando en el centro del campo con la portería correspondiente en la parte superior).
El juego también incorpora un triángulo que indica la altura y efecto que va tomando cada tiro que hace el jugador, lo que facilita su manejo.